# 柱諧函數
在數學中，柱諧函數是指在柱坐標中，拉普拉斯方程，{\displaystyle \nabla ^{2}V(\rho ,\varphi ,z)=0} ，的一系列的解。每一個柱諧函數 {\displaystyle V_{n,k}(\rho ,\varphi ,z)} 都是三個函數的積：
{\displaystyle V_{n,k}(\rho ,\varphi ,z)=P_{n,k}(\rho )\Phi _{n}(\varphi )Z_{k}(z)\,}
其中 {\displaystyle (\rho ,\varphi ,z)} 是柱坐標下的坐標（分別為半徑、極角和高度），而 n 和 k 則是兩個常數，用以區分不同的柱諧函數。所有的柱諧函數一起，組成一組正交完備的基底，任何一個拉普拉斯方程的解都可以寫成這些函數的線性組合。
有時候，柱諧函數也用來指代貝塞爾函數（柱諧函數最重要的組成部分）。

## 定義

### 本徵方程的推導
柱坐標下的拉普拉斯方程為：
{\displaystyle \nabla ^{2}V={\frac {1}{\rho }}{\frac {\partial }{\partial \rho }}\left(\rho {\frac {\partial V}{\partial \rho }}\right)+{\frac {1}{\rho ^{2}}}{\frac {\partial ^{2}V}{\partial \varphi ^{2}}}+{\frac {\partial ^{2}V}{\partial z^{2}}}=0}
使用分離變數法，設：
{\displaystyle V=P(\rho )\,\Phi (\varphi )\,Z(z)}
代入拉普拉斯方程，得到：
{\displaystyle {\frac {\Phi Z}{\rho }}{\frac {d}{d\rho }}(\rho {\frac {dP}{d\rho }})+{\frac {PZ}{\rho ^{2}}}{\frac {d^{2}\Phi }{d\varphi ^{2}}}+P\Phi {\frac {d^{2}Z}{dz^{2}}}=0}
分離變數後，可以寫成：
{\displaystyle {\begin{cases}{\frac {1}{P\rho }}{\frac {d}{d\rho }}(\rho {\frac {dP}{d\rho }})+{\frac {1}{\rho ^{2}}}\,(-n^{2})+k^{2}=0\\{\frac {1}{\Phi }}(d^{2}\Phi /d\varphi ^{2})=-n^{2}\\{\frac {1}{Z}}(d^{2}Z/dz^{2})=k^{2}\end{cases}}}，整理得 {\displaystyle {\begin{cases}\rho ^{2}P''+\rho P'+(k^{2}\rho ^{2}-n^{2})P=0\\\Phi ''+n^{2}\Phi =0\\Z''-k^{2}Z=0\end{cases}}}

### 本徵方程的求解
這裡，{\displaystyle \Phi }是一個以{\displaystyle 2\pi }為周期的函數，即滿足周期性邊界條件{\displaystyle \Phi (\varphi )=\Phi (\varphi +2\pi )}，因此{\displaystyle n}必須為非負整數。可以解出：
{\displaystyle \Phi _{n}=\{\cos(n\varphi ),\sin(n\varphi )\}}，{\displaystyle n\in \mathbb {N} }
或，等價地：
{\displaystyle \Phi _{n}=\{e^{in\varphi },e^{-in\varphi }\}}，{\displaystyle n\in \mathbb {N} }
這裡，花括符表示，兩個解是簡併的。即對於一個n，方程有兩個線性獨立的解（n=0時除外）。
對於{\displaystyle Z}的方程，{\displaystyle k}可以是任意一個複數。對於一個特定的{\displaystyle k}，方程有兩個線性獨立的解。
若k是一個實數，則：
{\displaystyle Z_{k}=\{\cosh(kz),\sinh(kz)\}}
或，等價地：
{\displaystyle Z_{k}=\{e^{kz},e^{-kz}\}}

若k是一個純虛數，則：
{\displaystyle Z_{k}=\{\cos(|k|z),\sin(|k|z)\}}
或，等價地：
{\displaystyle Z_{k}=\{e^{i|k|z},e^{-i|k|z}\}}
對於周期性邊界條件，k取分立值；對於非周期性邊界條件，k取連續值。
而{\displaystyle P}的方程則是一個貝塞爾方程，它的解{\displaystyle P_{n,k}}形式如下。
若{\displaystyle k=0}，則該方程簡化為一個歐拉方程：
{\displaystyle P_{0,0}=\{1,\ln \rho \}}
{\displaystyle P_{n,0}=\{\rho ^{n},\rho ^{-n}\},n\neq 0}
若{\displaystyle k}是一個非零實數，則方程的解為第一類和/或第二類貝塞爾函數：
{\displaystyle P_{n,k}=\{J_{n}(k\rho ),Y_{n}(k\rho )\}}
若k是一個純虛數，則方程的解為修正貝塞爾函數：
{\displaystyle P_{n,k}=\{I_{n}(|k|\rho ),K_{n}(|k|\rho )\}}
最終，柱諧函數可以表達為以上三個函數的乘積，{\displaystyle V_{n,k}=P_{n,k}\Phi _{n}Z_{k}}。

### 正交完備性
柱諧函數是正交完備的。正交性是指：
{\displaystyle \int _{0}^{\infty }d\rho \int _{0}^{2\pi }d\varphi \int _{-\infty }^{\infty }dz\left[V_{n,k}(\rho ,\theta ,\varphi )V_{n',k'}(\rho ,\theta ,\varphi )\right]={\frac {1}{C_{n,k}^{2}}}\,\delta _{n,n'}\,\delta _{k,k'}}
其中，{\displaystyle \delta _{n,n'}}和{\displaystyle \delta _{k,k'}}為克羅內克符號，{\displaystyle C_{n,k}}為歸一化系數。
完備性是指，對於柱坐標下的任何一個拉普拉斯方程的解均可以寫成若干個柱諧函數的線性疊加。
{\displaystyle V(\rho ,\varphi ,z)=\sum _{n,k}A_{n,k}V_{n,k}} ，k取分立值
{\displaystyle V(\rho ,\varphi ,z)=\sum _{n}\int dk\,A_{n}(k)V_{n,k}} ，k取連續值